# Kevin De Jonghe

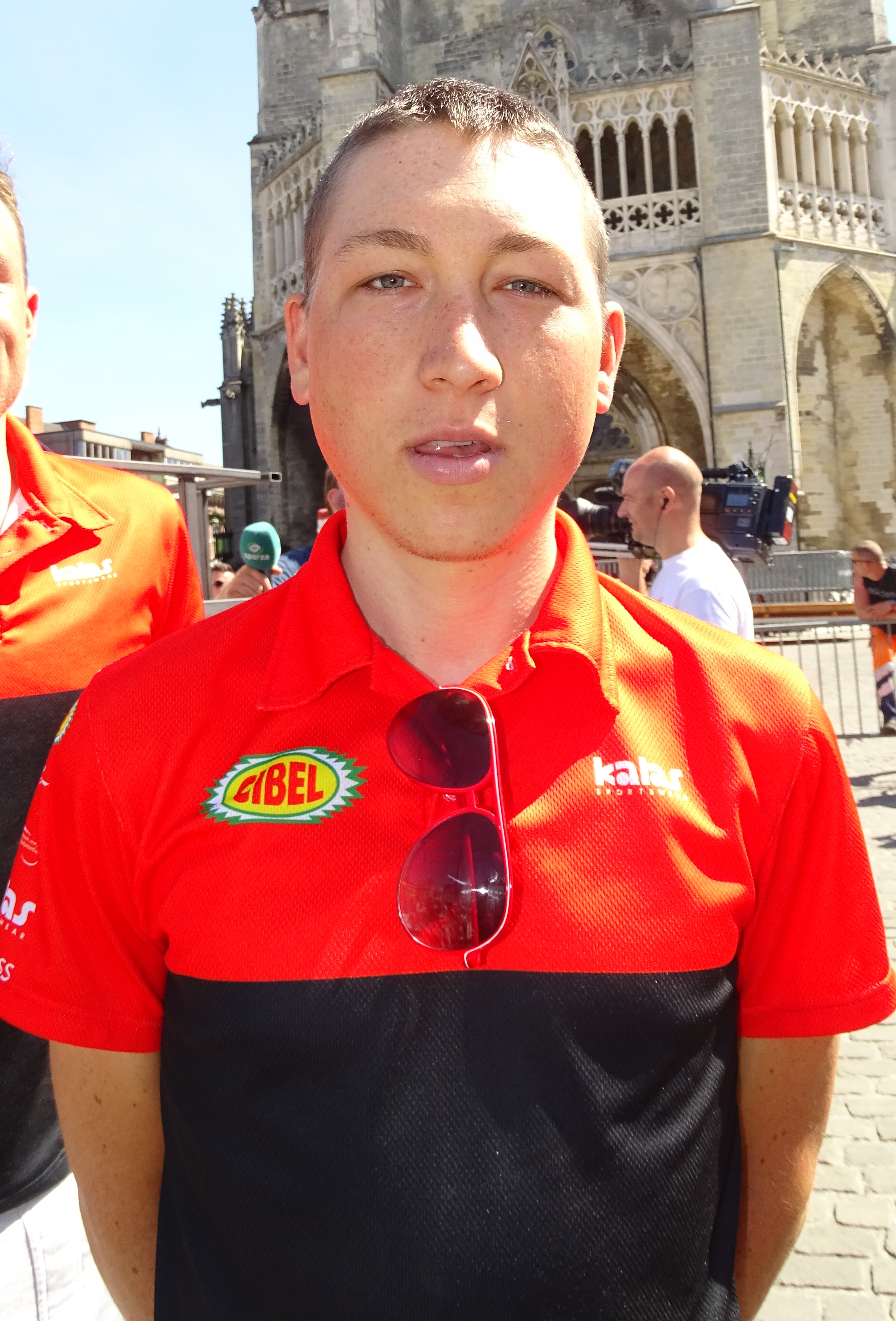
Kevin De Jonghe (2015)

Kevin De Jonghe (* 4. Dezember 1991 in Rumst) ist ein belgischer Straßenradrennfahrer.
Kevin De Jonghe gewann 2009 in der Juniorenklasse den Grand Prix Bati-Metallo, eine Etappe beim Giro della Lunigiana, sowie die Gesamtwertung und zwei Etappen bei der Münsterland Tour. Bei der belgischen Meisterschaft wurde er Meister im Einzelzeitfahren, bei der Europameisterschaft belegte er den fünften Platz und bei der Weltmeisterschaft wurde er Sechster. 2011 wurde er belgischer Meister im Zeitfahren der U23-Klasse und bei der Europameisterschaft wurde er Siebter. Seit 2012 fährt De Jonghe für das Professional Continental Team Topsport Vlaanderen.

## Erfolge
2009
- Belgischer Meister – Einzelzeitfahren (Junioren)

2011
- Belgischer Meister – Einzelzeitfahren (U23)

2017
- eine Etappe Tour de Savoie Mont-Blanc

## Teams
- 2012 Topsport Vlaanderen-Mercator
- 2013 Topsport Vlaanderen-Baloise
- 2014 Topsport Vlaanderen-Baloise
- 2015 Cibel
- 2016 Cibel-Cebon
- 2017 Cibel-Cebon